# Verwaltungsgericht Frankfurt (Oder)
Das Verwaltungsgericht Frankfurt (Oder) ist ein Gericht der Verwaltungsgerichtsbarkeit und eines von drei Verwaltungsgerichten in Brandenburg. Präsident des Gerichts ist Wilfried Kirkes.

Verwaltungsgericht Frankfurt (Oder)

## Gerichtssitz und -bezirk
Das Gericht hat seinen Sitz in Frankfurt (Oder).
Der Gerichtsbezirk umfasst die kreisfreie Stadt Frankfurt (Oder) und die Landkreise Barnim, Märkisch-Oderland und Oder-Spree.

## Übergeordnete Gerichte
Dem Verwaltungsgericht Frankfurt (Oder) übergeordnet ist das Oberverwaltungsgericht Berlin-Brandenburg, das seinen Sitz in Berlin hat. Diesem ist das Bundesverwaltungsgericht übergeordnet. Bis zum 30. Juni 2005 war das Oberverwaltungsgericht für das Land Brandenburg mit Sitz in Frankfurt (Oder) das zuständige Oberverwaltungsgericht.

## Geschichte
Die Anfänge der Verwaltungsgerichtsbarkeit in Brandenburg liegen in Preußen des Jahres 1872. Die Nationalsozialisten beseitigten diese jedoch praktisch vollständig. Abgesehen von der kurzen Existenz des Brandenburgischen Verwaltungsgerichtshofes in Potsdam zwischen 1947 und 1952 gab es in Brandenburg bis zur deutschen Wiedervereinigung 1990 keine Verwaltungsgerichtsbarkeit. Erst 1993 wurde diese von der Landesregierung auch organisatorisch verselbständigt.

## Gerichtsgebäude
Das Gericht befand sich im Gebäudekomplex „Der Oderturm“ im Stadtzentrum Frankfurts, der zwischen 1968 und 1976 erbaut wurde und das höchste Gebäude Brandenburgs ist. Im Juni 2010 zog es um in das modernisierte Gerichtsgebäude in der Logenstraße.